# 이탈리안 그레이하운드

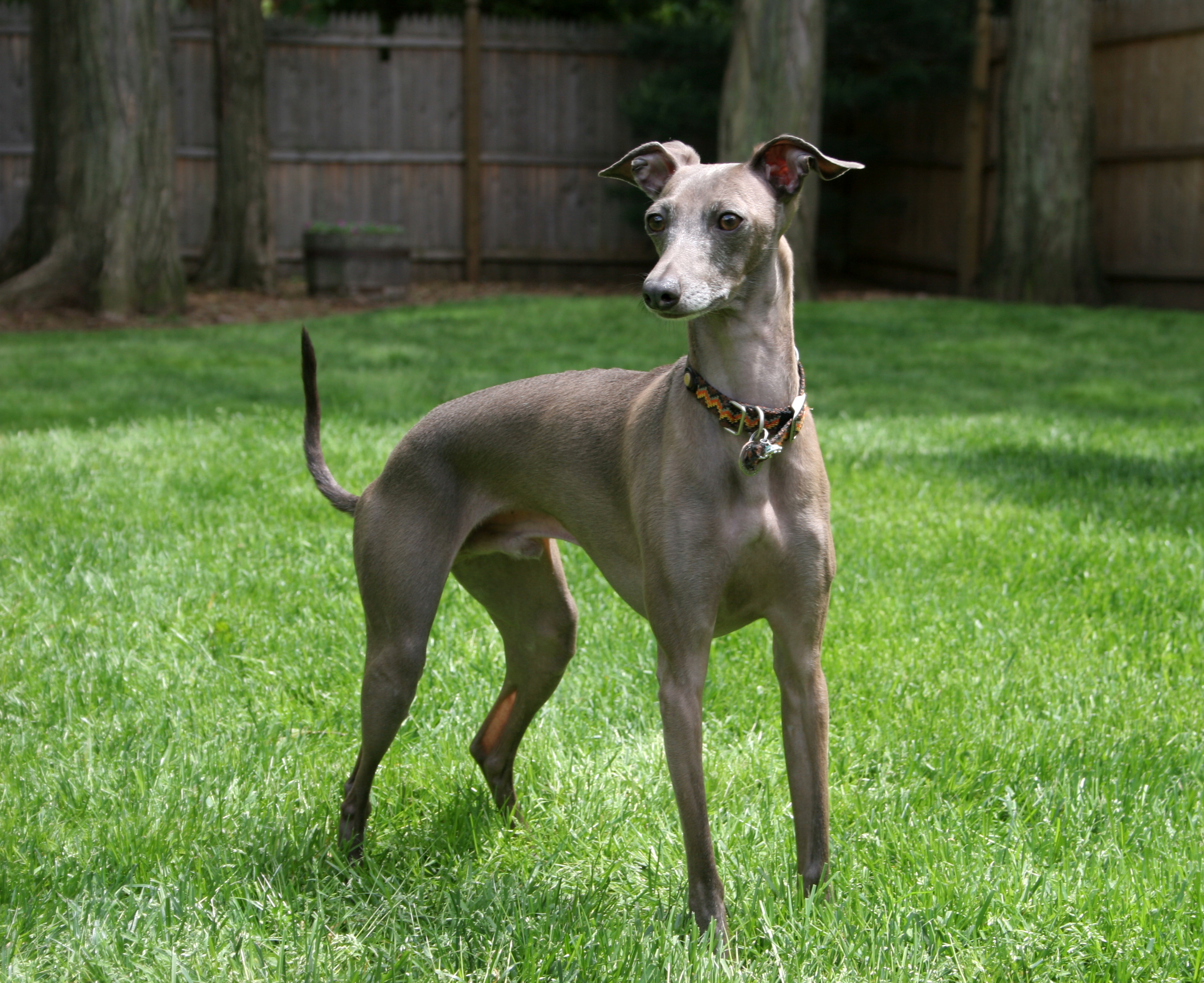
이탈리안 그레이하운드

이탈리안 그레이하운드(Italian Greyhound)는 그레이하운드의 축소판으로, 원산지는 이탈리아이며, 키는 33~38cm, 체중은 3.5kg으로 요크셔 테리어보다 300g이 더 많다. 성격은 완고하나, 사람이나 다른 개 혹은 강아지들에게 붙임성이 있고 깔끔한 성격을 가지기도 한다. 또한 크기는 소형견 그룹에 속한다.

## 이탈리안 그레이하운드의 문제점
- 2011년 7월 당시 SBS에서 방영되었던 《TV 동물농장》에서 522회 방영분에 소개된 <춘봉이>가 말썽을 빚기도 하여, 이탈리안 그레이하운드를 난봉꾼이자 말썽견으로 물의를 빚는 사례가 있다.
- 뼈가 약한 상태가 있어 발 골절을 많이 당하게 된다.
- 대장암과 심장마비에도 물론 취약하다.
- 교통 사고와 관련된 사망률이 가장 높은 견종으로 손을 꼽힌다.[1]

## 같이 보기
- 그레이하운드

## 참고 문헌
- Maria Luisa Incontri Della Stufa (1956). Il piccolo levriero italiano nell'arte e nella storia (이탈리아어). Firenze: Sansoni.
- [s.n.] (2004). Le razze italiane (이탈리아어). Milano: Ente Nazionale della Cinofilia.